# Mesquita Al-Fath (el Caire)

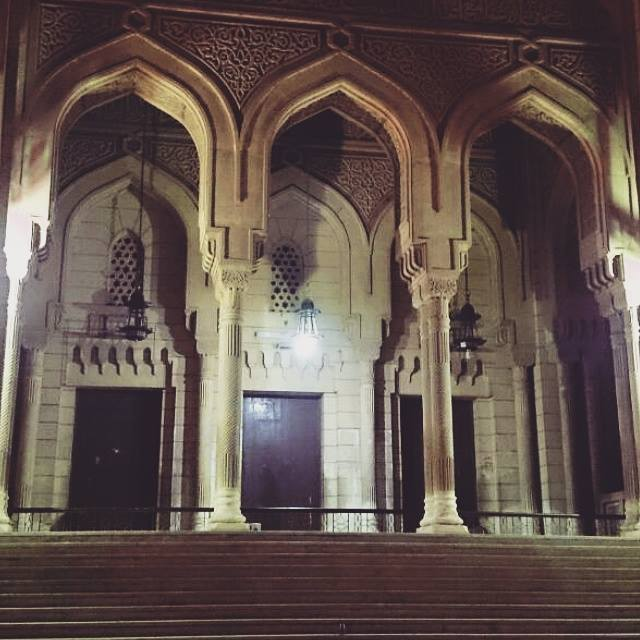
Entrada de la mesquita

La Mesquita Al-Fath (àrab: مسجد الفتح, masjid al-Fatḥ) és una mesquita del Caire, a Egipte. Es troba a la Plaça de Ramsés, i és una de les mesquites més grans i té el minaret més alt de la ciutat i el tercer més alt del món. Durant els aldarulls a conseqüència del colp d'estat a Egipte, el 16 d'agost del 2013, es produí en la mesquita el «segon incident de Ramsés», que provocà la mort i lesions a diversos manifestants; posteriorment es tancà la mesquita.

## Història
La mesquita té les arrels en l'antiga mesquita fundada durant les primeres conquestes musulmanes d'Egipte. L'actual Plaça de Ramsés era un poble conegut com Um Dunin en el segle vii , en què els conqueridors islàmics n'havien establert el centre i també la mesquita adjacent. Més tard, la mesquita fou ampliada pel califa fatimita al-Hàkim bi-amr-Al·lah, i anomenada mesquita d'Al-Maqs. Segons el mapa d'al-Maqrizí, el nom era una referència al castell proper que hi havia llavors a l'illa del Nil, coneguda com a Qal'at Al-Maqs.
La mesquita també es deia jami Bab al-Bahr. Es desenvolupà durant l'època d'al-Hàkim per a donar servei dins l'àrea de setge, i retornar la riquesa a la gent comuna. Durant l'època fatimita, n'hi havia moltes palmeres al pati, i els califes gaudien de la vista de la mesquita des dels vaixells del Nil.
La mesquita també es deia Mesquita d'Awlad 'Anan, una oda a dos germans experts en sufisme durant l'època del soldà mameluc Tuman bei II, Muhammad i Abdul Qadir bin 'Anan. El germà major, Mahoma, fou soterrat en el lloc el 1499, i es diu que va viure fins als 120 anys, per això es va donar a la mesquita el nom d'Awlad 'Anan.
Tanmateix, aquesta antiga mesquita fou destruïda per les forces d'ocupació franceses juntament amb altres mesquites durant la Revolta del Caire del 1798. Se'n va construir una instal·lació militar damunt les ruïnes amb el nom d'un oficial francés.
Més tard, els contractistes àrabs hi establiren una nova mesquita, que inaugurà el 22 de febrer del 1990 l'expresident d'Egipte Hosni Mubàrak durant la celebració d'Isra i Mirach. La mesquita es va denominar "Al-Fath", que significa 'la conquesta' en el context islàmic, i la va dissenyar l'arquitecte Hussein Bikri. El nom Alwad 'Anan també es continua utilitzant.

## Primavera Àrab
L'endemà passat de la massacre de Rabaa del 2013, el 14 d'agost, els partidaris de Mohamed Mursi s'aplegaren a la Plaça de Ramsés i a la zona veïna de la mesquita. Quan la policia s'enfrontà als manifestants, alguns se n'anaren a la mesquita i el lloc es va convertir en un hospital per als ferits. L'endemà al matí, la policia feu una batuda a la mesquita i arrestà els manifestants abans de tancar-la. L'incident es coneix com el Segon Incident de Ramsés.